# پاک و هوشیار
پاک و هوشیار (به انگلیسی: Clean and Sober) فیلمی محصول سال ۱۹۸۸ و به کارگردانی گلن گوردون کارون است. در این فیلم بازیگرانی همچون مایکل کیتون، کتی بیکر، مورگان فریمن، ام امت والش، تیت داناوان، لوکا برکوویچی، کلودیا کریستیان، برایان بنبن، داکین متیوز و ریچل رایان ایفای نقش کرده‌اند.